# アブドゥルアズィーズ・ハキーム

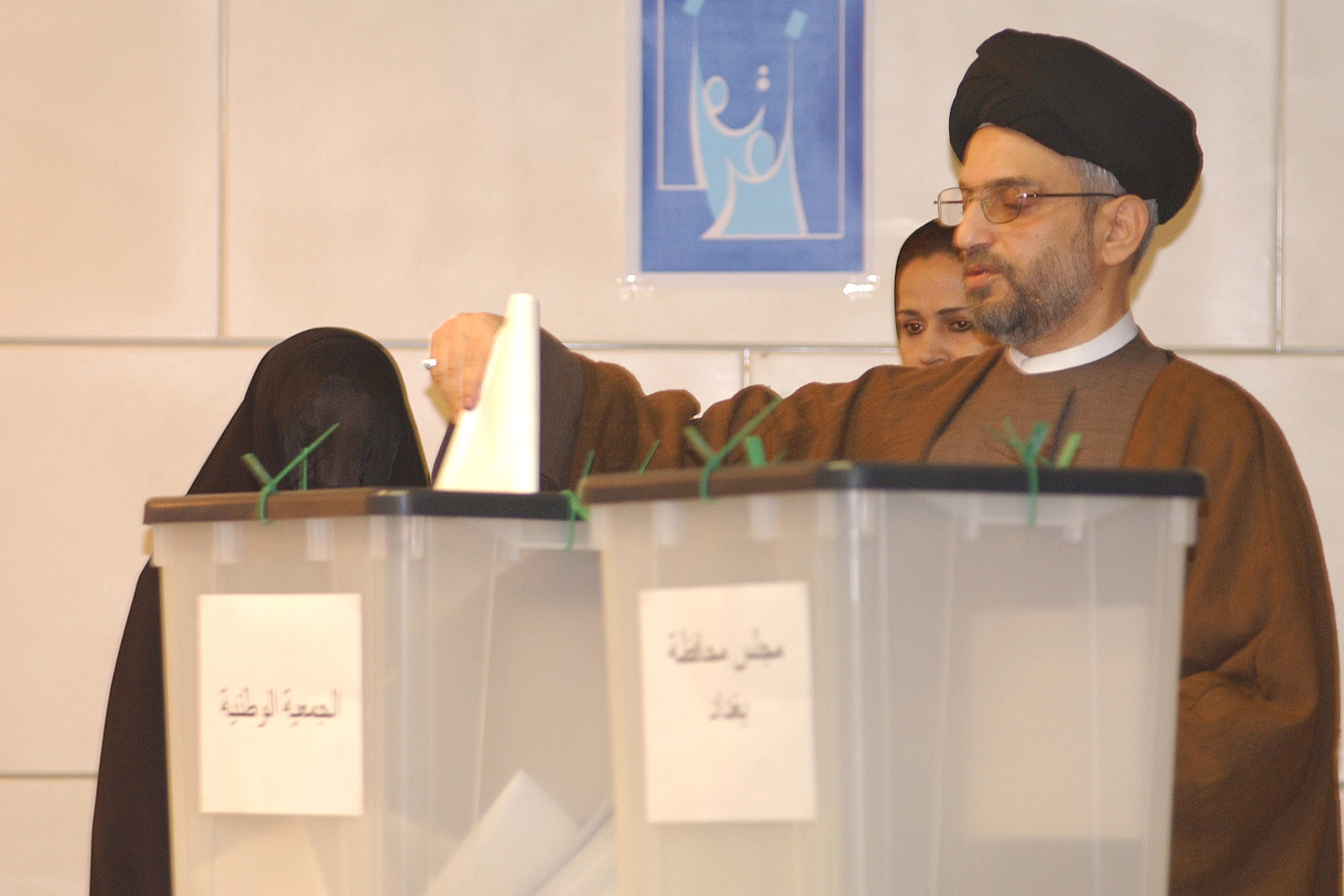
アブドゥルアズィーズ・ハキーム、2005年

アッ＝サイイド・アブドゥルアズィーズ・アル＝ハキーム（アラビア語: السيد عبد العزيز الحكيم , 1953年? -  2009年8月26日）は、シーア派（十二イマーム派）に属するイラクの政治家。

## 人物
シーア派系政治組織イラク・イスラム革命最高評議会の指導者で、イラク人による暫定統治を担うイラク統治評議会の議員。
ナジャフ生まれ。預言者ムハンマドの子孫として尊敬を受けるサイイドの家系で、イラクのシーア派の高位法学者を代々輩出したハキーム家の出身。父サイイド・ムフシン・ハキームは十二イマーム派の最高位法学者「マルジャエ・タクリード」を務めていた。
アブドゥルアズィーズは、兄ムハンマド・バーキル・ハキームとともにサッダーム・フセイン政権の抑圧を避けてイランで反体制活動を行ってきた。2003年のイラク戦争でサッダーム政権が倒れたのをきっかけにイラクに帰国して政治活動に入り、統治評議会の議員に就任。8月に兄ムハンマド・バーキルが暗殺された後、兄にかわってイラク・イスラム革命最高評議会の指導者となった。
2003年12月には、統治評議会メンバーの輪番による議長を務めた。
2009年8月26日、癌のため逝去。

## 脚註
1. ↑  Abdul Aziz al-Hakim Passes Away FARS NEWS 2009年8月26日